# Titanoeca asimilis
Titanoeca asimilis är en spindelart som beskrevs av Song och Zhu 1985. Titanoeca asimilis ingår i släktet Titanoeca och familjen stenspindlar. Inga underarter finns listade i Catalogue of Life.